# Alexander Burgener

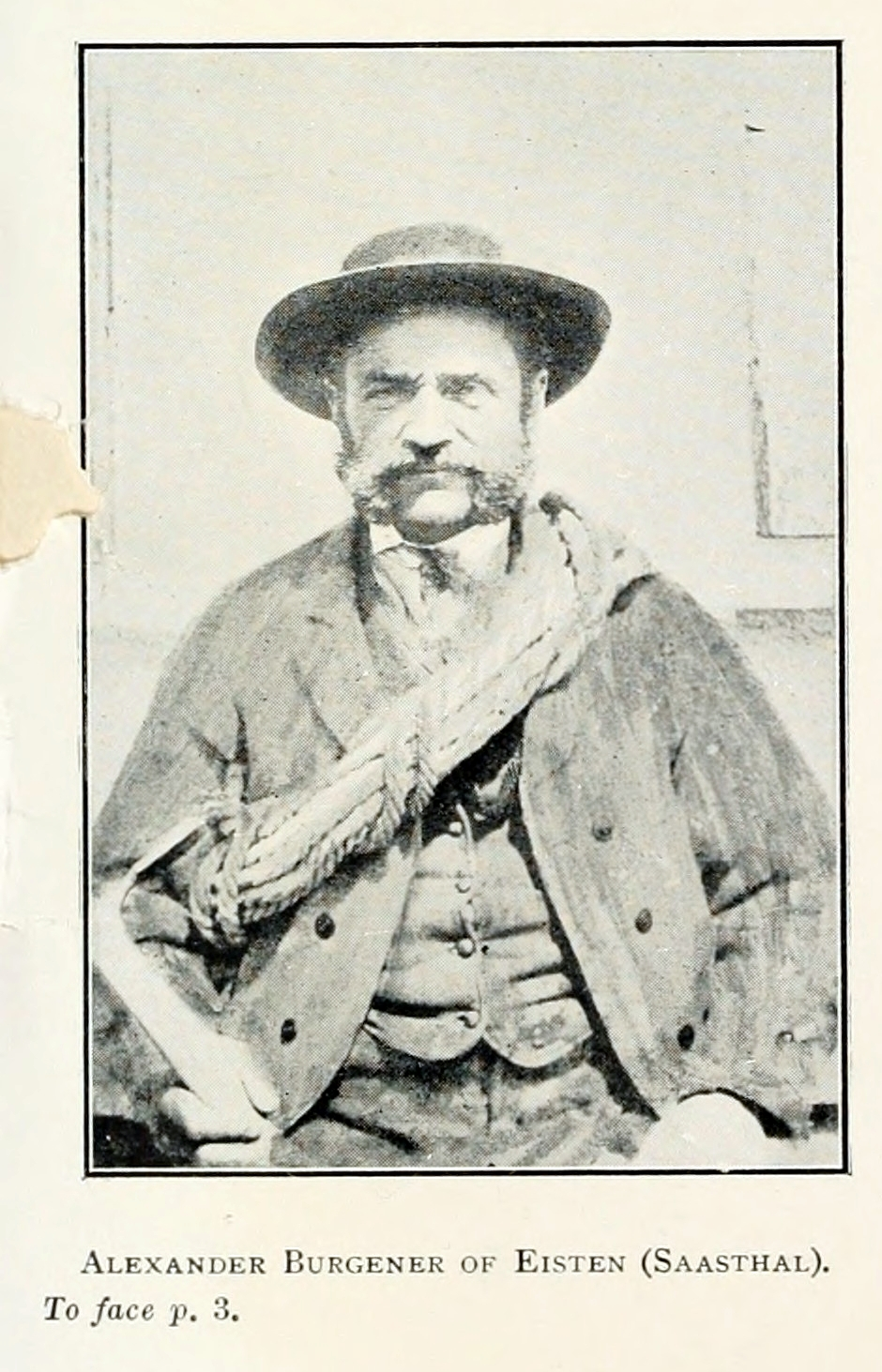
Alexander Burgener

Alexander Burgener (1845, Saas Fee – 8 de julio de 1910, cerca de la Cabaña Bergli -Berglihütte) fue un guía de montaña suizo y participó en las primeras ascensiones de muchas montañas y abrió nuevas rutas en los Alpes occidentales durante la Edad de Plata del alpinismo. 
Junto con Albert Mummery, hizo la primera ascensión de la arista Zmutt (Zmuttgrat) en el Cervino el 3 de septiembre de 1879, y de los Grands Charmoz (1880) y la Aiguille du Grépon en el macizo del Mont Blanc (5 de agosto de 1881). Con otro montañero británico, Clinton Thomas Dent, hizo la primera ascensión de la Lenzspitze (agosto de 1870) y el Grand Dru (12 de septiembre de 1878), 
Murió por un alud el 8 de julio de 1910 cerca de la Cabaña Bergli (Berglihütte) en los Alpes berneses.

## Primeras ascensiones
- Lenzspitze, 1870
- Portjengrat, 1871
- Grand Dru, 1878
- Arista Zmutt del Cervino, 1879
- Travesía del Collado del León, 1880
- Grands Charmoz, 1880
- Cara Charpoua de la Aiguille Verte, 1881
- Aiguille du Grépon, 1881
- Arista fronteriza de Mont Maudit, 1887
- Arista Teufels (Teufelsgrat) de Täschhorn, 1887